# ژولیوس یکم

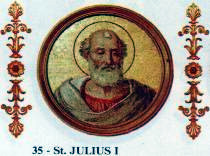
تمثالی از پاپ ژولیوس یکم

پاپ ژولیوس یکم (به لاتین: Pope Julius I) یکی از پاپ‌های کلیسای کاتولیک رم بود که دررم به دنیا آمد و بین سال‌های ۳۳۷ تا ۳۵۲ میلادی پاپ بود.